# Il campeggio dei papà
Il campeggio dei papà (Daddy Day Camp) è un film commedia del 2007 diretto da Fred Savage. È il sequel de L'asilo dei papà (2003) diretto da Steve Carr.

## Trama
Dopo aver aperto L'asilo dei papà, Charlie decide di espandere la propria attività e comprare un campeggio estivo in disuso, che lui frequentava quando era bambino. Charlie non sa quante e quali difficoltà dovrà affrontare.

## Personaggi

### Principali
- Charlie Hinton: è un giovane uomo marito e padre di famiglia. Non ha assolutamente idea di come si gestisca un campeggio difatti seppur inizialmente restio chiederà aiuto a suo padre il quale è un militare e molto pratico nel campo dell’organizzazione e se, inizialmente il loro rapporto non è dei migliori, col tempo diverrà più affiatato ed entrambi capiranno di più  l’uno il punto  di vista dell’altro. è molto protettivo nei confronti di suo figlio difatti cerca sempre di allontanarlo dai pericoli o dalla possibilità di un fallimento.
- Phil: è l'amico di Charlie con cui cerca invano di gestire il campeggio.
- Ben Hinton: è il figlio di otto anni di Charlie.
- Kim Hinton: è la moglie di Charlie. Inizialmente non si fida del marito e lo prega di mandare il loro figlio al Camp Canola (un camp popolare pieno di attrezzature) ma alla fine del film si fiderà di lui vedendo i buoni risultati da parte del marito.
- Back Hinton: è il padre di Charlie su cui Charlie farà affidamento per gestire il campeggio. Il rapporto con suo figlio non è mai stato un bel rapporto ma alla fine del film riuscirà a diventarlo.

### I campeggiatori
- Becca: è una bambina molto intelligente per la sua giovane età.
- Triglia: è un ragazzino che cerca di apparire bello agli occhi degli altri, è molto bravo nel tiro con l'arco.
- Max: è il figlio di Phil.
- Robert: è un giovane ragazzo che gioca spesso ai videogame, è innamorato di Julienne (una sua coetanea) ma non riesce mai a dichiararsi e suo fratello minore gli dà dei consigli.
- Jack Meiotta: è un bambino con diversi problemi e proprio per questo deve spesso prendere delle medicine.

### Minori
- Lance Warner: è un vecchio rivale di Charlie che ebbe vinto in passato milioni di trofei fra cui una gara in cui vinse lui e non Charlie e attualmente è gestore del Camp Canola che è in forte conflitto con il Camp Drifwood (Il camp gestito da Charlie).

## Accoglienza

### Critica
Il film ha ricevuto durante l'edizione dei Razzie Awards 2007 diverse nomination, tra cui Peggior film, Peggiore attore protagonista Cuba Gooding Jr., Peggior regista per Fred Savage, Peggior sceneggiatura vincendo quello per Peggior prequel o sequel.